# Borissiakia
Borissiakia — вимерлий рід халікотерів, групи травоїдних непарнопалих ссавців, що жили в пізньому олігоцені в Казахстані. У них були кігті, які, ймовірно, використовувалися подібно до гачка, щоб зривати гілки, що свідчить про те, що вони жили як двоногі браузери.